# Luís de Guise, Barão de Ancerville
Luís de Guise, Barão de Ancerville (em francês:  Louis de Guise, Baron d’Ancerville; 14 de dezembro de 1588 – Munique, 4 de dezembro de 1631), era o filho ilegítimo que o cardeal Luís II de Guise tivera de Aymerie de Laischeraine, senhora de Grimaucourt. 
Primo e favorito do duque Henrique II da Lorena, ele foi governador de Bitche, Camareiro-mor e senescal de Lorena. Foi também feito barão de Ancerville, conde de Boulay e, por casamento, tornou-se príncipe de Phalsburgo e Lixheim.

## Biografia
O seu nascimento ilegítimo, alguns dias antes do assassinato do seu pai em Blois, não impediam que Luís tivesse lugar nas políticas matrimoniais da Casa de Lorena.
Criado na corte dos Duques da Lorena, tornando-se próximo do duque Henrique II, de quem foi um dos favoritos.
Luís de Guise foi inicialmente pensado para casar com a filha e herdeira do duque, Nicole de Lorena, mas quer o irmão do duque, quer a nobreza da Lorena opõem-se vivamente dadas as origens ilegítimas do noivo, um estatuto pouco digno para quem viesse a ocupar o trono ducal. Assim, Luís acaba por casar em 1621, com Henriqueta de Lorena, sobrinha do duque Henrique II, enquanto o irmão de Henriqueta, o futuro duque Carlos IV, casa, ele mesmo, com Nicole.

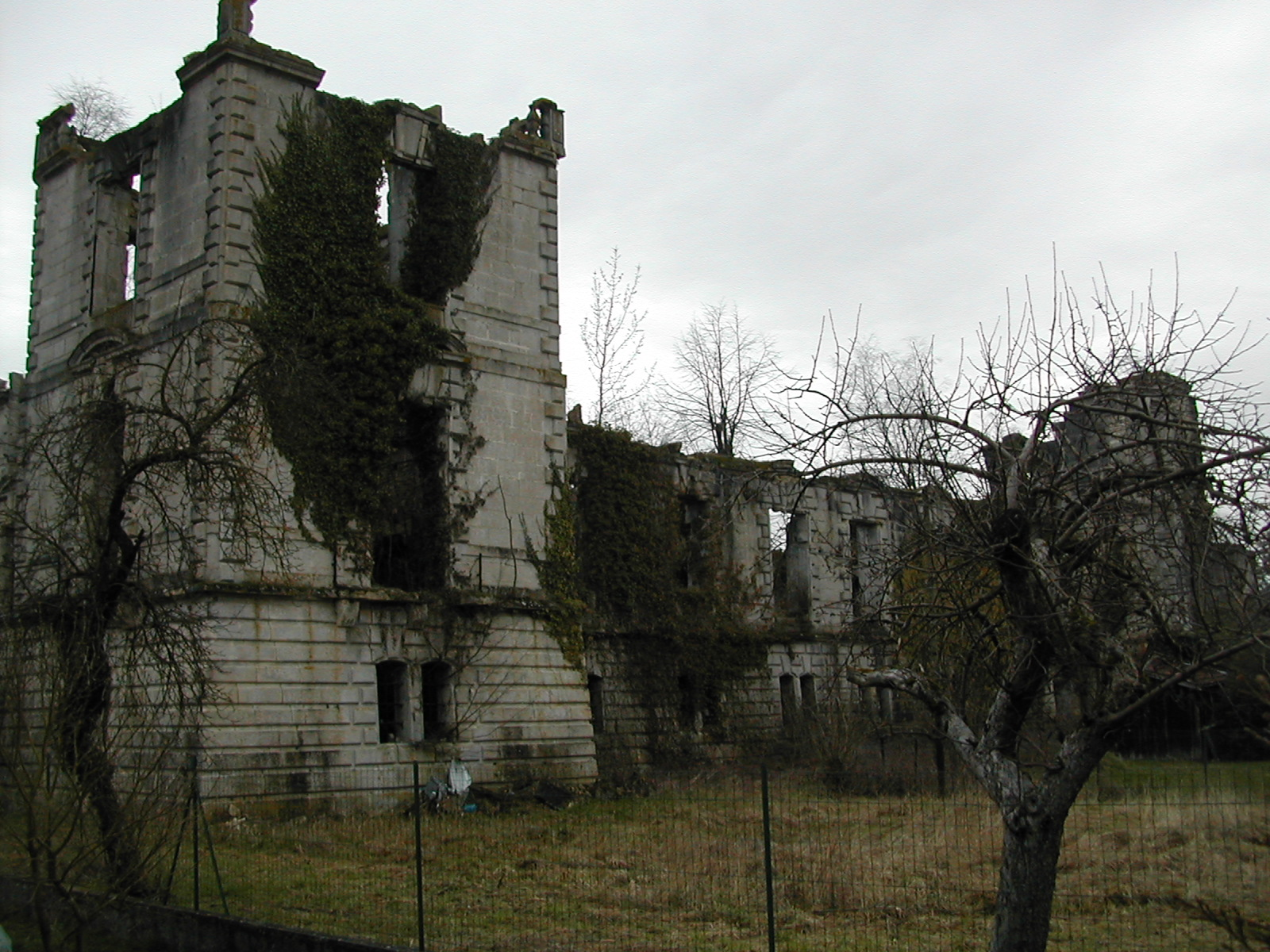
Castelo de Sampigny

Luís detinha por direito próprio, o título de barão de Ancerville. Em 1629 o seu cunhado Carlos IV que se tornara duque da Lorena, pretende dar à irmã Henriqueta de Lorena o título de princesa, erigindo em principado, para ela e para o marido, os senhorios de Phalsburgo e de Lixheim: o principado de Phalsburgo e Lixheim. Jacques Callot grava uma célebre gravura equestre de Luís de Guise sob o título de Le prince de Phalsbourg.
Luís detinha outros títulos como conde de Boulay, de Bitche e de Hombourg, de barão de Aspremont, de Neufchâteau e de Sampigny. O velho castelo de Sampigny estava bastante delapidado, pelo que Luís e Henriqueta promoveram, em redor do perímetro do antigo edifício, a construção dum novo castelo digno da posição do casal.
Com o mesmo temperamento caprichoso do seu irmão Carlos IV, Henriqueta era inconstante; Luis afasta-se para apoiar o duque envolvido na Baviera nas guerras contra os Suecos. O príncipe de Phalsburgo encontra a morte em 1631, em Munique. Algum tempo depois, Henriqueta ordena a transladação do corpo do seu marido para Sampigny, sendo sepultado na igreja de Santa Lúcia.
Henriqueta voltaria a casar-se mais duas vezes e os maridos seguintes também usarão o título de Príncipe de Phalsburgo.